# Urophora stylata
Espèce
Urophora stylata est une espèce d'insectes diptères brachycères de la famille des Tephritidae.